# هالفور هاغن
هالفور هاغن (بالنرويجية البوكمول: Halvor Hagen)‏ هو لاعب كرة قدم أمريكية نرويجي، ولد في 4 فبراير 1947 في أوسلو في النرويج.

## وصلات خارجية
- هالفور هاغن على موقع مرجع كرة القدم المحترفة.كوم (الإنجليزية)